# ネッツトヨタ福島
ネッツトヨタ福島株式会社（ネッツトヨタふくしま、Netz TOYOTA Fukushima co.,ltd.）は、福島県福島市に本社を置く自動車ディーラー（販売会社）である。

## 概要
1968年にトヨタオート福島（トヨタオートふくしま）として設立したことが始まりである。新車販売、中古車販売および整備全般業務を行っている。福島県中通り地方中部以北、浜通り地方北部、会津地方に10店舗を展開している。
なお、福島県中通り地方中部以南・浜通り地方南部はネッツトヨタ郡山（旧・トヨタオート郡山）のエリアである。この他福島県のネッツ店としては全県をエリアに持つネッツトヨタノヴェルふくしま（旧・トヨタビスタ福島：I&Iグループ）がある。

## 沿革
- 1968年（昭和43年）4月5日 - トヨタオート福島として福島県福島市松浪町4番21号に設立。
- 1970年（昭和45年） - 福島丸子店と原町店を開設。
- 1972年（昭和47年） - 現在のオンリー鎌田店にあたる、福島マイカーセンターを開設。
- 1977年（昭和52年） - 福島南バイパス店を開設。
- 1978年（昭和53年） - 会津坂下町に坂下店を開設。
- 1981年（昭和56年） - 本社店を開設。
- 1985年（昭和60年） - 会津若松市に会津マイカーセンターを開設。
- 1991年（平成3年） - 福島西インター店を開設。
- 1996年（平成8年） - 郡山市に富久山店を開設。
- 1998年（平成10年） - ネッツトヨタ福島株式会社に社名変更。
- 2004年（平成16年） - ネッツ店・ビスタ店統合により、（新）ネッツ店として営業開始。
- 2014年（平成26年） - 伊達市にサービスセンターを開設。
- 2015年（平成27年）
  - 9月30日 - 本社移転に伴い本社屋併設店の本社店業務を終了。
  - 10月1日 - 本社移転および本社新社屋の併設店として福島丸子店を移転。

## 店舗一覧
福島市・県北エリア
- 福島丸子店（本社併設店）
- オンリー鎌田店（U-Car専売店）
- 福島南バイパス店
- 福島西インター店
- サービスセンター

南相馬市
- 原町店

会津エリア
- 会津店
- 坂下店
- U-Car会津（U-Car専売店）

郡山市
- 富久山店